# Histoire de l'Uruguay pendant la Seconde Guerre mondiale

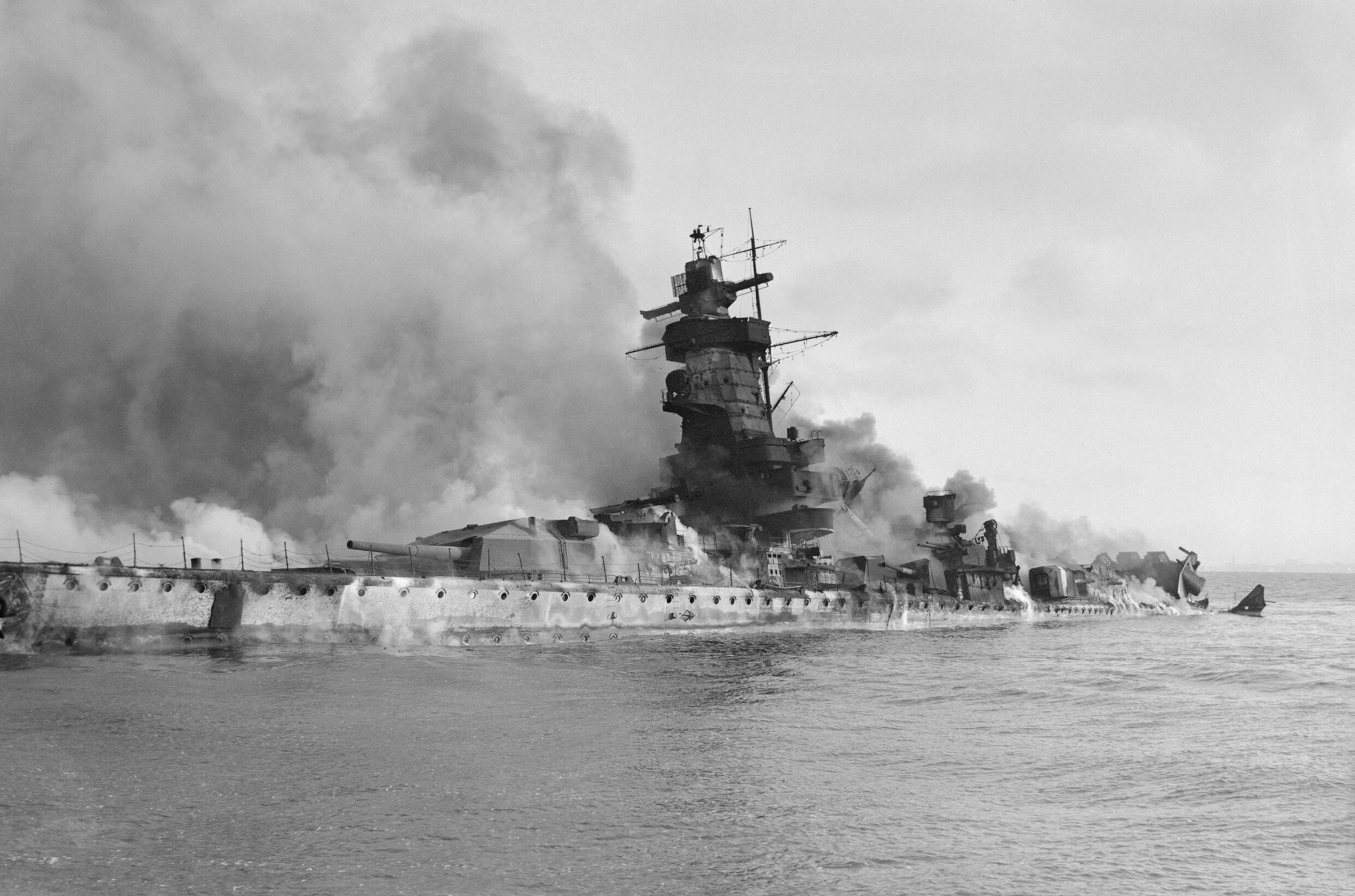
L’Admiral Graf Spee en flammes après avoir été sabordé dans l'estuaire du Río de la Plata.

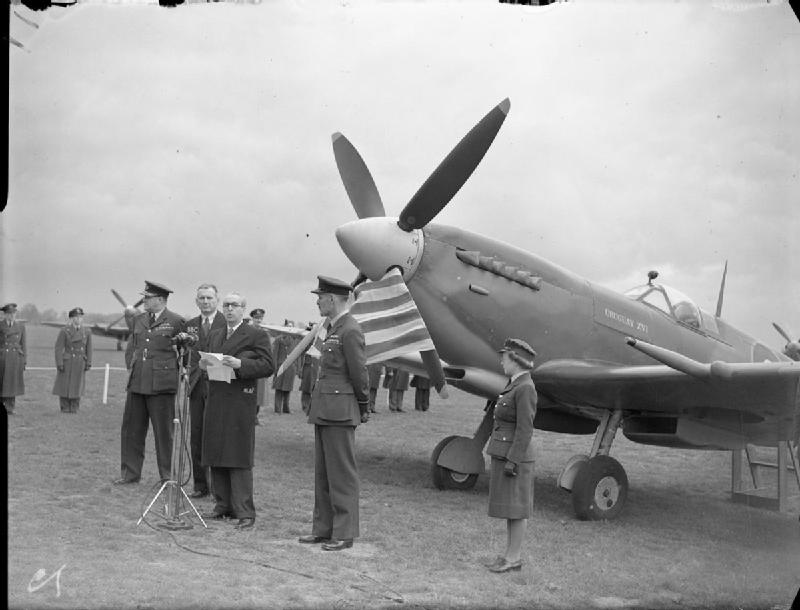
M. Montero de Bustamante, chargé d'affaires uruguayen au Royaume-Uni, s’exprimant lors d'une cérémonie en 1943 de baptême d’un chasseur Spitfire de la Royal Air Force, financé par des dons uruguayens.

L’Uruguay resta neutre pendant la plupart de la Seconde Guerre mondiale, malgré les différends internes et les pressions pour rejoindre les Alliés. La Grande-Bretagne resta une puissance influente pendant tout le conflit, avec l'activité notable de Sir Eugen Millington-Drake, ministre britannique à Montevideo.

## Graf Spee
Le 13 décembre 1939, la bataille du Rio de la Plata eut lieu au large des côtes de l'Uruguay entre les forces britanniques et le cuirassé de poche allemand Admiral Graf Spee. Après une escale de 72 heures dans le port de Montevideo, le capitaine du Graf Spee, croyant qu'il était désespérément surpassé en nombre par les Britanniques, ordonna que le navire soit sabordé. La plupart des membres de l'équipage survivant, soit 1 150 hommes, furent internés en Uruguay et en Argentine et beaucoup s’y établirent après la guerre. Un fonctionnaire de l'ambassade d'Allemagne en Uruguay déclara que son gouvernement avait envoyé une lettre officielle indiquant sa position indiquant que l'Allemagne revendiquait la propriété du navire. La demande allemande serait invalide parce qu'au début de l’année 1940, le gouvernement nazi vendit les droits de renflouement du navire à un homme d'affaires uruguayen qui agissait au nom du gouvernement britannique. Toutefois, les droits de récupération auraient expiré en vertu de la législation uruguayenne. En 1940, l'Allemagne avait menacé de rompre les relations diplomatiques avec l'Uruguay.L'Allemagne protesta car l'Uruguay donna refuge à l'HMS Carnarvon Castle après qu’il eut été attaqué par un raider nazi. Le navire fut réparé avec des plaques d’acier aurait prétendument récupérées sur le Graf Spee.

## Déclaration de guerre
Le 25 janvier 1942, l’Uruguay rompit ses relations diplomatiques avec l'Allemagne nazie, 21 nations américaines firent de même (l'Argentine exceptée). En 1945, elle rejoint officiellement la Déclaration des Nations unies. L'Uruguay déclara la guerre à l'Allemagne et au Japon le 15 février.